# ロイ・E・ディズニー
ロイ・エドワード・ディズニー（Roy Edward Disney、1930年1月10日 - 2009年12月16日）は、アメリカ合衆国カリフォルニア州ロサンゼルス出身の映画プロデューサー、実業家。
ウォルト・ディズニー・カンパニー共同創業者ロイ・O・ディズニーの息子であり、ウォルト・ディズニーの甥、ダイアン・ディズニー・ミラーの従兄。ディズニー社の経営に活発にかかわったディズニー一族最後の人物で、父親と違い支配権を持つだけの株式はなかったが、経営陣からCEOを計2名追い出したことでも知られた（1984年にロン・ミラーを、2005年にマイケル・アイズナーを追放）。倒産寸前のディズニー社を救った「救世主4人」のうちの1人でもある。

## 経歴
カリフォルニア州ロサンゼルスで父ロイ・Oと母エドナ（旧姓フランシス）との間に生まれる。ポモナ・カレッジを1951年に卒業後、ウォルト・ディズニー・カンパニーに入社しドキュメンタリー映画『True-Life Adventures』のアシスタントディレクターとプロデューサーを務める。
1967年、取締役に選任される。1977年、会社決定に反対しディズニー社を辞職するが、取締役には留任する。1984年、ソール・スタインバーグによる会社乗っ取り合戦の最中に取締役を辞任する。それは社長兼CEOロン・ミラー（ウォルトの娘婿）の追放につながり、会長兼CEOにはマイケル・アイズナーが、社長兼COOにはフランク・ウェルズが就任した。ディズニーはその後会社に復帰し、取締役副会長兼アニメーション部門長に就任した。
1998年10月16日にはアイズナーからディズニー・レジェンド賞が贈られた。2000年には『ファンタジア』（1940年）の続編『ファンタジア2000』の製作総指揮を務める。
しかし2003年11月、CEOアイズナーとの対立が深刻化しディズニー社副会長職を辞任する。ディズニーはアイズナーの経営方針を批判し、アイズナーの追放や会社再建を目的としたウェブサイトSaveDisney.comを立ち上げた。アイズナーは2005年9月末に辞職し、後任としてボブ・アイガーがCEOに就任すると、サイトは閉鎖された。ディズニーは投票権のない名誉取締役兼顧問としてディズニー社に復帰した。
2009年12月16日、胃癌のためカリフォルニア州ニューポートビーチの病院で亡くなった。79歳。遺体は火葬に付され、海に散骨された。

## 勲章・栄誉
- 1998年1月7日、ヨハネ・パウロ2世から大聖グレゴリウス勲章（KCSG）[2]。
- 2008年4月26日、カリフォルニア海事大学から名誉学位。

## 関連
- ビバ!マジック - 東京ディズニーランド15周年のスペシャルショー。ショーの冒頭でロイ・E・ディズニーの音声が流れる。
- 東京ディズニーシー - 2001年9月4日開業（グランドオープン）のセレモニーでスピーチを行っている。